# Canne (unité)
Pour les articles homonymes, voir Canne.
La canne est une ancienne mesure de longueur en usage dans différents pays, tels que l'Espagne, l'Italie et particulièrement dans le midi de la France (région culturelle d'Occitanie), variant de 1,70 à 3 mètres selon les régions.
La canne royale est un instrument de mesure ancien linéaire utilisée dans la construction. Sa longueur était de 555 lignes de roi, soit environ 1,25 mètre.

## Étymologie
en hébreu : kanna.

## Histoire de la canne
En l'an 571 av. J-C, la canne est une sorte de mesure,. Le prophète, Ézéchiel (622-571 av. J.-C.) la décrit comme ayant six coudées et un palme, ou plutôt six coudées et six palmes, c'est-à-dire six coudées Hébraïques, dont chacune sont plus grande d'un palme que la coudée Babylonienne. Résidant à proximité du fleuve de l'Euphrate, le prophète constate que la mesure de la coudée est moins grande qu'en Palestine. La coudée Hébraïque possède vingt-quatre doigts ou six palmes, ou environ vingt pouces et demi, en prenant le pouce à douze lignes ; ce qui donne à la canne ou calamus cent vingt-trois pouces ou dix piés (ou pied) trois pouces de notre mesure.
Canne, mesure Romaine, composée de dix palmes, qui font six pieds onze pouces de roi.
Canne, mesure de longueur, dont on se sert beaucoup en Italie, en Espagne et dans les provinces méridionales de la France, et qui est plus ou moins longue en différents endroits.
À Naples, la canne vaut sept pieds trois pouces et demi Anglais, ce qui fait une aune et quinze dix-septièmes d'aune de Paris ; ainsi 17 cannes de Naples font 32 aunes de Paris. La canne de Toulouse et de tout le haut Languedoc est semblable à la varre d'Aragon, et contient 7 pieds 8 pouces {\displaystyle {\displaystyle \scriptstyle {\frac {1}{5}}}} Anglais. À Montpellier, en Provence, en Dauphiné et en bas Languedoc, elle contient 6 pieds 5 pouces et demi Anglais.
La canne de Toulouse contient cinq pieds cinq pouces six lignes de notre mesure, qui font une aune et demie de Paris ; ainsi deux cannes de Toulouse font trois aunes de Paris.
Celle de Montpellier et du bas-Languedoc a six pieds neuf lignes de longueur, et fait une aune deux tiers de Paris ; ainsi trois de ces cannes font cinq aunes de Paris.
L'usage de la canne a été défendu en Languedoc et en Dauphiné par arrêt du conseil du 24 juin et 27 octobre 1687, suivant lesquels on ne peut se servir dans ces provinces, pour l'achat et vente des étoffes, que de l'aune de Paris au lieu de canne.

## Unité de longueur
La canne était également une unité de mesure provinciale, d'une longueur comparable à la toise. Elle ne se divisa pas en six pieds comme cette dernière, mais en huit empans, puis en huit ou en neuf pouces.
| Unité          | Ratio  | Occitanie                       | Occitanie                          | Occitanie                      |
| Unité          | Ratio  | Toulouse 11 : 12 toise ancienne | Carcassonne 175 : 32 pieds anciens | Bourg-de-Visa 64 pouces-de-roi |
| Pouce          | 1 / 64 | 28,055 mm                       | 27,907 0 mm                        | 27,069 9 mm                    |
| Pan (ou Empan) | 1 / 8  | 224,44 mm                       | 223,256 3 mm                       | 216,559 6 mm                   |
| Canne          | 1      | 1 796,552 mm                    | 1 786,050 0 mm                     | 1 732,476 7 mm                 |

### La canne de Toulouse

Remen de construction.

La canne de Toulouse en usage dans plusieurs régions de France mesurait 1,7955 m. On retrouve cette canne dans l'Aude par exemple, mais aussi en Pays Niçois dont la toise mesurait 7/6ème de canne de Toulouse.
Notez que la sixième part de la canne de Toulouse mesure environ 299,25 millimètres, soit la valeur du pied royal ancien d'Égypte.
Ceci n'est pas une simple coïncidence, mais est dû au fait que le pied de roi ancien entretient avec le pied romain le ratio 54 : 49. Le pied romain, de son côté, entretient avec le pied royal ancien égyptien le ratio 98 : 99, relation issue du remen de construction. La canne de Toulouse est définie mesurant onze douzièmes de la toise ancienne.  Les deux valeurs s'égalent donc obligatoirement.

### La canne duPays niçois
Pour le Comté de Nice, le « Tableau de comparaison entre les mesures anciennes usitées dans le département des Alpes-Maritimes et celles qui les remplacent » édité en l'an IX chez Canis & Cie, dans le 2e arrondissement ayant pour chef-lieu Monaco :
- Cannes de 8 pans = 2,096 m ;
- Trabuc de 12 pans = 3,144 m ;
- Aune antique de France = 1,188 m ;
- Pan de 12 pouces = 0,262 m ;
- Pouce = 0,021 m.

### La canne d'Avignon
Au moyen âge, la canne d'Avignon mesure 1,975 m.